# كاثلين بيرس
كاثلين بيرس (بالإنجليزية: Kathleen Peirce)‏ (1956)؛ كاتِبة وشاعرة أمريكية.

## الجوائز
- زمالة غوغنهايم